# 宁波东钱湖旅游度假区
宁波东钱湖旅游度假区简称东钱湖区，是中国浙江省宁波市一个行政管理区，曾代管鄞州区东钱湖镇。旅游度假区成立于2001年8月，由东钱湖镇和附近天童寺、阿育王寺、天童森林公园等地组成，主要目标为开发东钱湖及周边自然、人文旅游资源，发展生态旅游和国际会务。2021年与鄞州区政府实行区政合一。